# Хейли Уилямс
Хѐйли Нико̀л Уѝлямс (на английски: Hayley Nichole Williams) е американска певица и автор на песни. Тя е водеща вокалистка на американската рок група „Paramore“.
Родена е на 27 декември 1988 г. в Меридиан, щата Мисисипи, но на 13 години се мести в Тенеси след развода на родителите ѝ през 2002 г. През 2004 г. създава рок бандата Paramore заедно с Джош Фаро, Зак Фаро и Джереми Дейвис. Бандата се състои от Хейли Уилямс, Зак Фаро и Тейлър Йорк. Групата издава 5 студийни албума – All We Know Is Falling (2005), Riot! (2007), Brand New Eyes (2009), Paramore (2013) и After Laughter (2017). През 2010 г. Хейли, заедно с B.o.B. издават сингъла „Airplanes“, който достига № 2 в класацията U.S. Billboard Hot 100.

## Музикална кариера
През 2003 г. Хейли подписва двугодишен договор с Atlantic Records, сформирайки бандата Paramore заедно с Джош Фаро, Зак Фаро и Джереми Дейвис. През юни 2009 г. към бандата се присъединява и Тайлър Йорк. През 2010 г. Джош и Зак Фаро напускат групата. Уилямс пише и издава песента „Teenagers“, включена в саундтрака на филма „Jennifer's Body“. През 2010 г. Хейли, заедно с рапъра B.o.B. издават песента Airplanes, която достига топ 10 в 19 държави, включително № 1 във Великобритания и Нова Зеландия. През 2013 г. продуцентът Zedd и Хейли издават песента „Stay the Night“. През 2015 г. Хейли Уилямс участва във видеоклипа на песента на Тейлър Суифт „Bad Blood“, заедно с 16 други знаменитости. Хейли и Тейлър Йорк от Paramore са номинирани за награда „Грами“ за най-добра песен в стил рок, за песента „Ain't It Fun“, която печелят на церемонията през 2015 г.
През декември 2019 г. обявява, че ще издаде солов албум. Уилямс издава дебютния си солов сингъл „Simmer“ на 22 януари 2020 г., който е включен в дебютния ѝ солов албум Petals For Armor, издаден на 8 май 2020 г.

## Личен живот
От 2008 г. Хейли Уилямс има връзка с китариста на New Found Glory – Чад Гилбърт. Сгодяват се на Коледа през 2014 г. Женят се през 2016 г., а през 2017 г., по време на турнето After Laughter, се развеждат. През септември 2022 г. Уилямс потвърждава, че се среща с колегата си от групата „Paramore“ Тейлър Йорк.
Уилямс разгласява мнението си срещу употребата на цигари, алкохол и наркотици.
По време на издаването на петия студиен албум на „Paramore “– After Laughter, Уилямс изпада в депресия, заради която почти напуска групата в средата на 2015 г. В интервю от февруари 2020 г. изпълнителката разкрива, че е обмисляла да се самоубие, но за щастие не го прави. През февруари 2023 г. в интервю тя разкрива, че през 2018 г. ѝ е била поставена диагноза посттравматичен стрес.

## Дискография

### Студийни албуми
| Име              | Детайли                                               | Място в класациите | Място в класациите | Място в класациите | Място в класациите | Място в класациите | Място в класациите | Място в класациите | Място в класациите | Място в класациите | Място в класациите |
| Име              | Детайли                                               | US                 | US Alt.            | US Rock            | AUS                | BEL (FL)           | GER                | IRE                | NZ                 | SCO                | UK                 |
| ---------------- | ----------------------------------------------------- | ------------------ | ------------------ | ------------------ | ------------------ | ------------------ | ------------------ | ------------------ | ------------------ | ------------------ | ------------------ |
| Petals for Armor | - Издаден: 8 май 2020 - Издателска компания: Atlantic | 18                 | 2                  | 1                  | 6                  | 117                | 24                 | 38                 | 24                 | 1                  | 4                  |